# ANSI/TIA-568
ANSI/TIA-568は、ツイストペアケーブル・光ファイバーケーブルなどの商業用構内配線に関する規格。米国規格協会（ANSI）の認定を受けて米国電気通信工業会(TIA)によって発行されている。同様の目的のものにISO/IEC 11801がある。
また、特にこの規格の中で規定されたLANケーブルの終端の割り当ては本規格名をとってT568AおよびT568Bの名称が広く用いられる。

## 改版履歴
本規格は1991年にTIA/EIA-568:Commercial Building Telecommunications Cabling Standardの名称で初版が発行された。この規格開発にあたっては60以上の組織が関わり、策定作業は電子工業会(EIA)が担当した。それ以降は、以下のように末尾に英字1字をつける形で改版されている。
- TIA/EIA-568:1991
- TIA/EIA-568-A:1995
- TIA/EIA-568-B:2001
- TIA/EIA-568-C:2009
- ANSI/TIA-568-D:2015
- ANSI/TIA-568-E:2020

2011年にEIAは操業停止となったため規格名称から削除されているが、EIAが立ち上げたTR-42委員会はTIA内に引き継がれて維持策定を引き続き担当している。

## 適用範囲
ANSI/TIA-568は、商業施設およびキャンパス環境における拠点間接続の構内配線を標準化している。主に、ケーブルの種類、距離長、コネクタ、配線システムの構造、ケーブルの終端規格と性能特性、ケーブルの設置要件・設置されたケーブルのテスト方法などを規定している。規格文書は以下の5セクションから構成されている。
- ANSI/TIA-568.0: 一般要件
- ANSI/TIA-568.1: 商業施設における通信設備
- ANSI/TIA-568.2: ツイストペアケーブル配線構成
- ANSI/TIA-568.3: 光ファイバーケーブル配線構成
- ANSI/TIA-568.4: 同軸ケーブル配線構成

### ケーブルカテゴリ
ツイストペアケーブル規格ではカテゴリを設け、それぞれのカテゴリで信号帯域幅・挿入損失・クロストークなどの通信性能を定義している。
1995年版のTIA/EIA-568-Aでは、カテゴリ3, 4, 5が定義されたが、業界標準にあったカテゴリ1, 2はアナログ音声回線用途であったため規格からは除外された。
ANSI/TIA-568-C.2-1(2016年6月)以降は、カテゴリ3, 5e, 6, 6A, 8のみが定義されている。カテゴリ7, 7AはISO/IEC 11801の規定に基づいて広く用いられる表現であるが、TIAでは正式に承認していない。

## 結線名称として
LANケーブル（ツイストペアケーブル）のケーブル終端のRJ-45コネクタにおけるピン配置とその結線順序は、以下のように終端名称としてT568AおよびT568Bと呼ばれる2つの方式が規定されている。ツイストペアケーブルの伝送路である4ペアの平衡接続では、ペアを構成する2本の配線をそれぞれtip/ringと呼ぶ。これは電話回線にフォーンプラグを用いていた時代の名残による。
| ピン配置 | ピン番号 | T568A           | T568A           | T568B           | T568B           |
| ピン配置 | ピン番号 | 配線名          | 配線色          | 配線名          | 配線色          |
| -------- | -------- | --------------- | --------------- | --------------- | --------------- |
|          | 1        | 3-tip           | 白緑 ストライプ | 2-tip           | 白橙 ストライプ |
| 2        | 3-ring   | 緑 単色         | 2-ring          | 橙 単色         |                 |
| 3        | 2-tip    | 白橙 ストライプ | 3-tip           | 白緑 ストライプ |                 |
| 4        | 1-ring   | 青 単色         | 1-ring          | 青 単色         |                 |
| 5        | 1-tip    | 白青 ストライプ | 1-tip           | 白青 ストライプ |                 |
| 6        | 2-ring   | 橙 単色         | 3-ring          | 緑 単色         |                 |
| 7        | 4-tip    | 白茶 ストライプ | 4-tip           | 白茶 ストライプ |                 |
| 8        | 4-ring   | 茶 単色         | 4-ring          | 茶 単色         |                 |

10BASE-Tや100BASE-TXではツイストペアケーブルの中で送受に用いる伝送路が独立していたため、これらが主流であった1990年代は接続機器同士の仕様によって終端結線を変える必要があった。1000BASE-T以降では1ペアで送受が同時に行われる物理層方式が主流であり、さらにほとんどの場合は送受ピン自動判別機能(Auto MDI/MDI-X)が機器に備わっているため、これら終端結線を意識する必要性はほとんどなくなっている。

### 終端の操作
終端の一方がT568A、他方がT568Bとなるケーブルをクロスオーバー・ケーブルと呼ぶ（10BASE-T/100BASE-TX用途のもの。100BASE-T4、1000BASE-TX、1000BASE-Tの割当ては異なる）。また、両方とも同じ結線のものをストレート・スルー・ケーブルと呼び、特に終端を明示する場合はT568Aストレート・スルー・ケーブル、T568Bストレート・スルー・ケーブルと呼ぶ。
T568AとT568Bとの違いは、緑単色と橙単色、白緑ストライプと白橙ストライプとが入れ替わるだけである。そのため、以下のように終端の割当てを変更するだけでケーブルを作り変えることができる。
- T568Aストレート・スルー・ケーブルの一端をT568Bに加工することによりクロスオーバー・ケーブルにする
- T568Aストレート・スルー・ケーブルの両端をT568Bに加工することによりT568Bストレート・スルー・ケーブルにする
- T568Bストレート・スルー・ケーブルの一端をT568Aに加工することによりクロスオーバー・ケーブルにする
- T568Bストレート・スルー・ケーブルの両端をT568Aに加工することによりT568Aストレート・スルー・ケーブルにする